# Primer Govern d'Espanya durant la dictadura franquista

Escut de l'estat espanyol

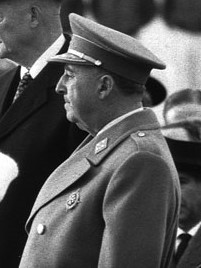
Francisco Franco, cap de l'Estat

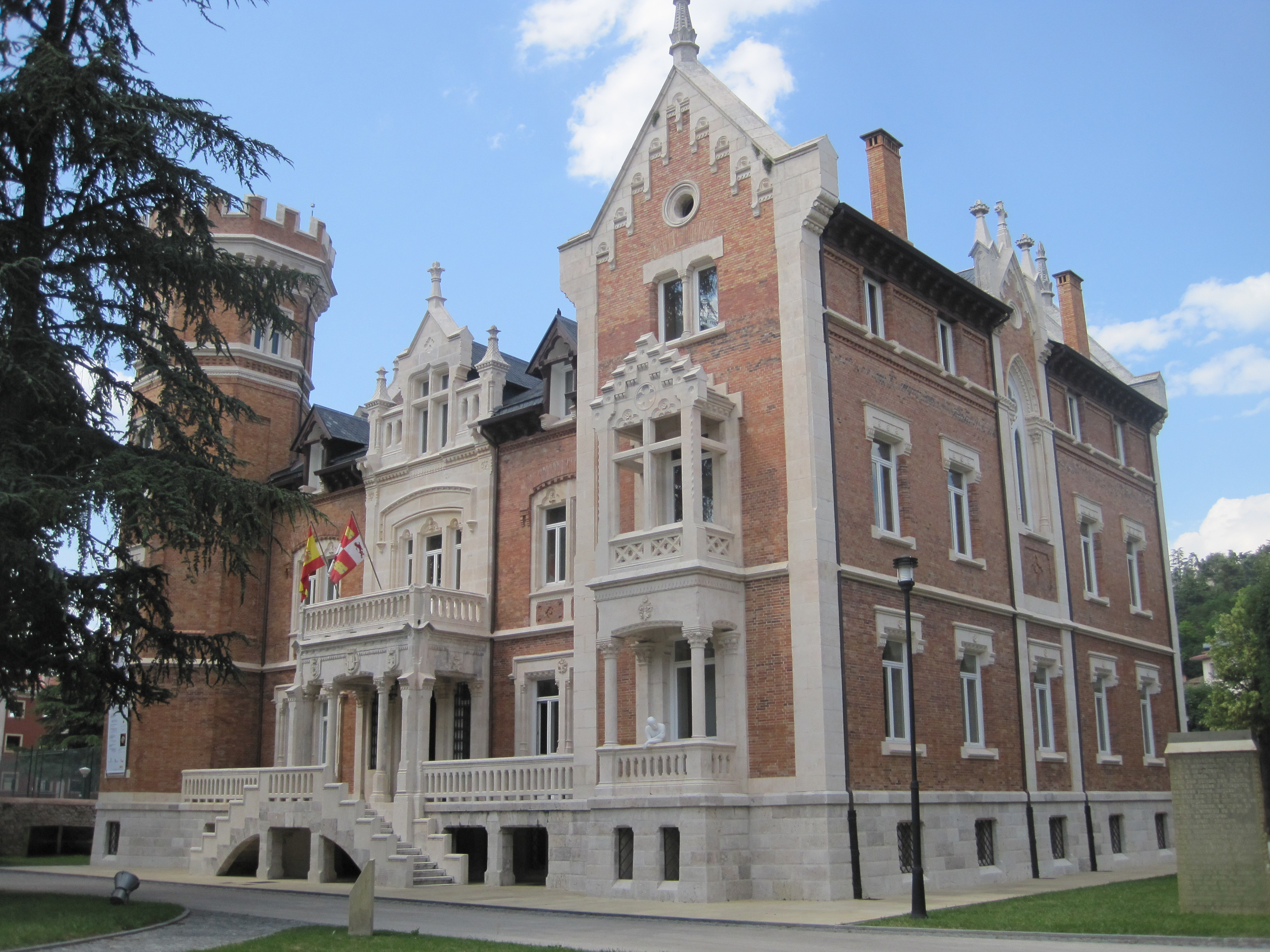
Palau de la Isla a Burgos, seu del govern

El Primer Govern d'Espanya durant la dictadura franquista presidit per Francisco Franco, es va constituir el dia 31 de gener de 1938 a la ciutat de Burgos, en plena Guerra Civil Espanyola i conformement a la llei del dia abans sobre organització de l'Administració de l'Estat. Li va correspondre dur a terme una labor d'urgència repressiva i organitzadora. Tres setmanes abans de l'esclat de les hostilitats a Europa el govern va ser reorganitzat, el dia 9 d'agost de 1939.

## La constitució del govern
Davant la pretensió formulada que fos la Falange el partit de l'Estat, tal com havia demanat Manuel Hedilla tal com eren el nacionalsocialista a Alemanya, el feixista a Itàlia o el comunista en la Unió Soviètica, la ferma voluntat de Franco despulla a la Falange d'aquesta pretensió.
| « | «...el partit de l'estat és gairebé el mateix Estat i solament una catàstrofe pot despullar-li de la seva majestuosa missió ...» | » |

En aquesta línia apolítica hem d'assenyalar com la importància del Govern de 1938 no estreba tant en l'obra dels seus ministres com en la seva pròpia significació política:
| « | «...D'un home amb el realisme de Franco es podia esperar tot menys que passés per alt la triple lliçó del fracàs -relatiu- de la unificació, a saber: primera, necessitat la possible expansió totalitària del partit; segona, necessitat de mantenir les característiques del moviment que acabdillava, integrant en una pluralitat de forces que de fet no havien entrat en el partit unificat; tercera, necessitat, per tant, de repetir l'experiència unificadora, però amb unes característiques que no permetessin fracassar de nou...» | » |

La primera finalitat l'aconsegueix amb la constitució d'aquest govern, contrapès eficaç del partit i més fort que ell. Les altres dues finalitats les aconsegueix mitjançant el caràcter plural, integrant a aquells que en 1937 s'havien resistit a entrar en el partit únic.
El gener de 1938, mentre estava tenint lloc la batalla de Terol, es dona el primer pas important per a la configuració definitiva del "Nou Estat", que s'havia anat formant en la zona nacional des que el general Franco fos proclamat "Cap del Govern de l'Estat" l'1 d'octubre de 1936, amb la promulgació pel "Generalísimo" de la Llei de l'Administració Central de l'Estat per la qual es creava una estructura administrativa que adoptava la forma ministerial, "un pas més cap a la normalització política d'una situació sense una altra font de poder que la persona de Franco i el suport unànime de l'Exèrcit".
El 30 de gener el "Generalísimo" nomena al seu primer govern en el qual ell mateix assumeix la Presidència, mentre que Francisco Gómez-Jordana (fins llavors president de la Junta Tècnica de l'Estat) era el Vicepresident i Ministre d'Afers exteriors. Fidel Dávila, que seguia al comandament de l'Exèrcit del Nord franquista, era Ministre de Defensa; Severiano Martínez Anido, veterà militar i destacat repressor de l'anarcosindicalisme barceloní en els anys 20, ocupava la cartera d'Ordre Públic. No obstant això, el personatge més destacat del gabinet era Ramón Serrano Suñer, ministre de Governació i el cuñadísimo de Franco.
En aquest govern apareix "una distribució que equilibrava el pes dels quals seran permanents subministradors d'alt personal polític i administratiu": l'Exèrcit (Jordana, Dávila, Martínez Anido), la Falange històrica (Fernández-Cuesta), la Falange nova (Serrano, González Bueno), els tradicionalistes (Rodezno), els monàrquics (Amado), Acción Española (Sainz Rodríguez) i els tècnics (Suances, Peña Boeuf). "Cadascun d'aquests sectors controlava les àrees que els resultaven més properes o volgudes: els ministeris militars i d'ordre públic per als militars; el moviment sindical i els ministeris socials, per als falangistes; els econòmics, per a homes tècnics, advocats, juristes o enginyers; i l'educació i la justícia per als catòlics, tradicionalistes o exmembres d'Acción Española". D'altra banda en aquest primer govern del general Franco "sorprèn el molt escàs pes de falangistes i carlistes. Però en els segons graons d'aquests ministeris hi havia bastants més homes procedents dels partits clau, especialment de Falange. Es prefigurava ja l'amalgama ideològica que seria sempre en el futur el franquisme. El Partit creat per la Unificació tenia poca relació amb l'executiu de l'Estat. (...) L'única veritable coincidència d'aquests homes era en el seu conservadorisme tradicional, en el seu dretanisme reaccionari".
Segons Julián Casanova el feixisme i el catolicisme van ser les dues ideologies sobre l'amalgama de les quals va cimentar aquest primer govern el "Nou Estat". El procés de feixistització era evident per l'exaltació del líder, el "Cabdill", com el Führer o el Duce; la salutació braç en alt establerta com a "salutació nacional"; els uniformes i la simbologia falangista; etc. I al mateix temps proliferaven els ritus i manifestacions religioses catòliques com les processons, les misses de campanya o les cerimònies polític-religioses que imitaven suposada formes medievals.
Brian Crozier veu en la constitució d'aquest govern el primer exercici veritablement polític de Franco

## Base legal
La Llei de 30 de gener de 1938 s'organitza l'Administració Central de l'Estat. Es disposava en ella que, a partir de la seva promulgació, l'Administració quedaria organitzada en departaments ministerials, al capdavant dels quals hi hauria un ministre assistit d'un subsecretari. La Presidència del Govern quedava vinculada al Cap de l'Estat, i que aquest, amb els seus ministres, constituïa el Govern de la nació.
| « | «... La Presidència queda vinculada al Cap de l'Estat. Els Ministres, reunits amb ell, constituiran el Govern de la Nació. Els Ministres, abans de prendre possessió dels seus càrrecs, prestaran jurament de fidelitat al Cap de l'Estat i al Règim Nacional. El Govern tindrà un Vicepresident i un Secretari escollits entre els seus membres pel Cap de l'Estat. Dependran de la Vicepresidència una Sotssecretaria, el Institut Geogràfic i Estadístic, el Servei del Marroc i Colònies i el Servei de Proveïments i Transports. Exercirà, a més, totes les funcions que en ella delegui la Presidència. Una vegada possessionats dels seus càrrecs, els Ministres procediran a organitzar els seus Departaments, proposant al Cap de l'Estat les disposicions referents a la seva constitució i normes internes i normes de funcionament...» | » |

## Composició del Govern

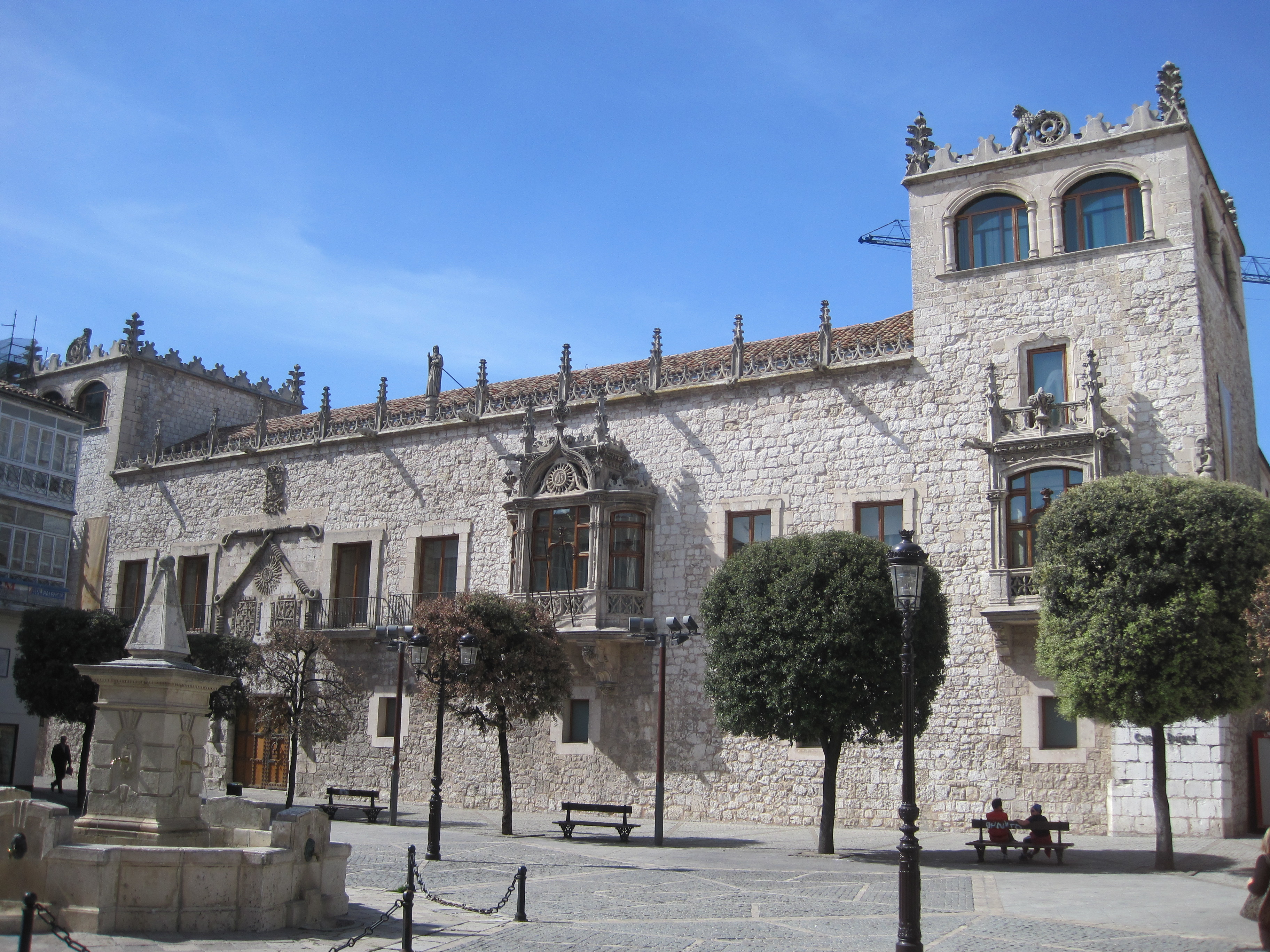
Casa del Cordón, seu del Ministeri d'Afers Exteriors.

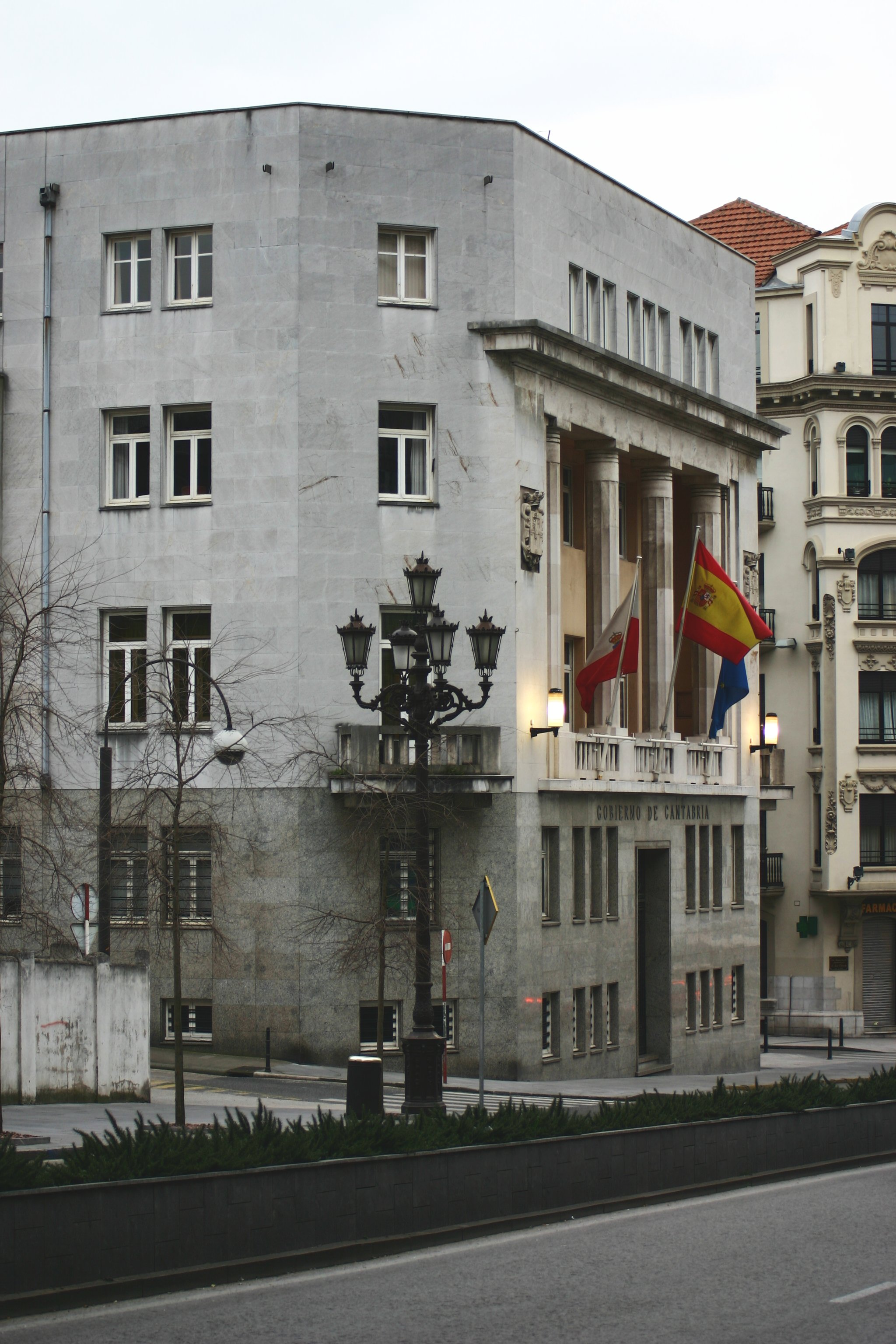
Anterior ubicació del Govern de Cantàbria, seu del Ministeri d'Organització i Acció Sindical.

La Presidència queda vinculada al Cap de l'Estat. Els Ministres, reunits amb ell, constituiran el Govern de la Nació. L'Administració Central de l'Estat s'organitza en Departaments Ministerials, al capdavant dels quals hi haurà un Ministre assistit d'un Sotssecretari. Els Ministres subordinats a la Presidència, que constituirà un Departament especial, seran els següents:
- El Ministeri d'Afers exteriors, amb seu a la ciutat de Burgos, comprèn política exterior, tractats internacionals, relacions amb la Santa Seu i protocol. Ocupa el càrrec el general Francisco Gómez-Jordana Sousa que a més és el vicepresident del govern.

- El Ministeri de Justícia, amb seu a la ciutat de Vitòria, comprèn Justícia, registres, notariat, presons i assumptes eclesiàstics. El seu titular és el dirigent de la Comunió Tradicionalista carlista Tomás Domínguez Arévalo, comte de Rodezno.

- El Ministeri de Defensa Nacional, amb seu a la ciutat de Burgos, s'organitza així: Independent de les facultats del Ministre encarregat de la gestió d'aquest Departament, Franco conservarà el comandament suprem dels Exèrcits de Terra, Mar i Aire. Amb funcions merament administratives existiran tres Sotssecretaries corresponents a les tres branques indicades. Els respectius Estats Majors continuarien exercint els serveis tècnics. Depenent del Ministeri de Defensa Nacional, hi hauria a més un Consell Superior de l'Exèrcit, un altre de l'Armada, un tercer de l'Aire, un Alt Tribunal de Justícia Militar, una Direcció d'Indústries de Guerra, una d'Armament i la de Mobilització, Instrucció i Recuperació. Ocupa aquest càrrec el general Fidel Dávila.

- El Ministeri d'Ordre Públic, amb seu a la ciutat de Valladolid, comprenia els serveis de Seguretat, Fronteres, Inspecció de la Guàrdia Civil, Correus i Telecomunicació i Policia del Tràfic, establint-se l'adequada connexió dels serveis de Seguretat amb el Ministeri de l'Interior a l'efecte de recolzar l'acció política a aquest encomanada. En totes les províncies es nomenen delegats d'Ordre Públic; però quan les seves funcions transcendissin a la política passarien a obeir, en aquest punt, les ordres dels governadors civils[15] El seu titular és el general Severiano Martínez Anido.

- Del Ministeri de l'Interior, amb seu a la ciutat de Burgos, dependrien política interior, administració, premsa i propaganda, turisme, regions devastades i reparacions, beneficència i sanitat. Si en algun cas el Governador Civil d'una província assumís les funcions del delegat d'Ordre Públic, dependrà a aquests efectes, del Ministeri d'Ordre Públic.[16] El seu titular és Ramón Serrano Suñer, antic diputat de la CEDA, cunyat del general Franco i el seu màxim home de confiança en temes polítics en aquell moment.

- Els serveis del Ministeri d'Hisenda, amb seu a la ciutat de Burgos, eren la Intervenció, el Tresor, el pressupost, la propietat i contribució territorial, el Deute Públic i Classes Passives, les rendes públiques, les duanes, el timbre i els monopolis, el contenciós de l'estat, la Banca, moneda i canvi, les assegurances i el règim jurídic d'as societats anònimes.[17] Ocupa el càrrec el monàrquic Andrés Amado y Reygondaud de Villebardet.

- El Ministeri d'Indústria i Comerç, amb seu en la vila de Bilbao, comprenia la indústria, el comerç i la política aranzelària, les mines, combustibles, les tarifes de transports, les comunicacions marítimes i la pesca marítima.[18] El seu titular és el militar i amic del "Caudillo" Juan Antonio Suanzes Fernández.

- Integraven el Ministeri d'Agricultura, amb seu a la ciutat de Burgos, els serveis d'agricultura, muntanyes, pesca fluvial, ramaderia i reforma econòmica i social de la terra.[19] Ocupa el càrrec el falangista "camisa vieja" Raimundo Fernández Cuesta.

- El ministeri d'Educació Nacional, amb seu a la ciutat de Vitòria, comprendrà els següents serveis: Ensenyament superior i mitjana, Primer ensenyament, Ensenyament professional i tècnica, Belles arts.[20] El seu titular és el monàrquic Pedro Sainz Rodríguez.

- El Ministeri d'Obres Públiques, amb seu a la ciutat de Santander, els de ports i senyals marítims, les obres hidràuliques i els camins i ferrocarrils.[21] El seu titular és el tècnic Alfonso Peña Boeuf.

- El de Ministeri d'Organització i Acció Sindical, amb seu a la ciutat de Santander, els de sindicats, jurisdicció i harmonia del treball, previsió social, emigració i estadística.[22] Ocupa el càrrec el falangista "camisa nueva" Pedro González-Bueno y Bocos.

## Obra del govern
Aquest govern rep l'encàrrec del "Generalísimo" Franco que iniciï el procés d'institucionalització del "Nou Estat":
El 9 de març de 1938, el Consell Nacional de FET y de las JONS, que es reunia per primera vegada, va redactar el "Fuero del Trabajo" basat en la Carta del lavoro del feixisme italià, que establia els principis del "sindicalisme vertical" (la "Central Obrera Nacional-Sindicalista" va ser creada per decret de 21 d'abril encara que no va començar realment a funcionar fins al cap de la guerra) i de la intervenció de l'Estat en l'economia, i que el general Franco va aprovar i va promulgar en virtut d'haver-se atribuït no només la Prefectura de l'Estat i del Govern, sinó el poder legislatiu. El "Fuero del Trabajo" va ser la primera de les set Lleis Fonamentals de la Dictadura Franquista que van funcionar a manera de "constitució" del nou règim.
- El 5 d'abril, es derogava l'Estatut d'Autonomia de Catalunya de 1932, i en els mesos següents una sèrie d'ordres i decrets prohibien l'ús del català en els documents públics i en la conversa privada.[8]
- El 9 d'abril, una Llei de Premsa, sotmetia als periòdics a la censura prèvia i atribuïa al govern el nomenament dels directors de periòdics.[8]
- El 5 de juliol, s'introduïa la pena de mort que havia abolit la República.[23]
- El 20 de setembre, una Llei d'Ensenyament Mitjà, garantia a l'Església catòlica una absoluta autonomia en l'educació secundària.[8] A més en aquesta llei s'introduïa el que el ministre d'Educació Nacional va anomenar "batxillerat clàssic" que Sainz Rodríguez temia que als altres ministres que havien d'aprovar la llei "els semblés un disbarat la implantació de tant estudi de llatí i de grec".[24]

## Legitimitat de l'Alçament i repressió
El 22 de desembre de 1938, el Consell de Ministres, al que la conclusió victoriosa de la batalla de l'Ebre augurava un ràpid final de la guerra, va designar una comissió de vint-i-dos juristes perquè elaboressin un “dictamen sobre la il·legitimitat dels poders actuants el 18 de juliol de 1936.
La Llei de Responsabilitats Polítiques de 9 de febrer de 1939, va liquidar l'oposició franquista posant fora de la llei 24 partits, sindicats i associacions, així com les lògies maçòniques.